# Bö tjärn
Bö tjärn är en sjö i Tjörns kommun i Bohuslän och ingår i Göta älv-Bäveåns kustområde. Sjön är 12,5 meter djup, har en yta på 0,183 kvadratkilometer och är belägen 39,2 meter över havet. Sjön avvattnas av vattendraget Hällebäcken.

## Delavrinningsområde
Bö tjärn ingår i det delavrinningsområde (643554-125075) som SMHI kallar för Utloppet av Bös Tjärn. Medelhöjden är 50 meter över havet och ytan är 0,72 kvadratkilometer. Det finns inga avrinningsområden uppströms utan avrinningsområdet är högsta punkten. Avrinningsområdets utflöde Hällebäcken mynnar i havet. Avrinningsområdet består mestadels av öppen mark (57 procent) och jordbruk (20 procent). Avrinningsområdet har 0,17 kvadratkilometer vattenytor vilket ger det en sjöprocent på 23,3 procent.